# 乌斯特河畔圣洛朗
烏斯特河畔圣洛朗（法語：Saint-Laurent-sur-Oust，法語發音：[sɛ̃ loʁɑ̃ syʁ ust]）是法国莫尔比昂省的一个市镇，位于该省东部，属于瓦讷区。

## 地理
乌斯特河畔圣洛朗（47°47'39"N, 2°19'11"W）面积3.88 平方千米，位于法国布列塔尼大區莫尔比昂省，该省份为法国西北部沿海省份，位于布列塔尼半岛南部，北起阿摩尔滨海省、西接菲尼斯泰尔省，南濒大西洋，东南接大西洋卢瓦尔省，东临伊勒-维莱讷省。
与乌斯特河畔圣洛朗接壤的市镇（或旧市镇、城区）包括：吕菲亚克、乌斯特河畔圣马丹、圣孔加尔、米西里亚克。
乌斯特河畔圣洛朗的时区为UTC+01:00、UTC+02:00（夏令时）。

## 行政
乌斯特河畔圣洛朗的邮政编码为56140，INSEE市镇编码为56224。

## 政治
乌斯特河畔圣洛朗所属的省级选区为莫雷阿克县。

## 人口

1962-2008年间乌斯特河畔圣洛朗人口变化图示

乌斯特河畔圣洛朗于2022年1月1日时的人口数量为394人。